# گرمابه نویی (کتابخانه شهید مطهری)
گرمابه نویی (کتابخانه شهید مطهری) مربوط به دوره قاجار است و در خرم‌آباد، تقاطع خیابان باستان و خیابان حافظ، روبروی زورخانه طیب واقع شده و این اثر در تاریخ ۲۳ شهریور ۱۳۸۲ با شمارهٔ ثبت ۹۹۷۳ به‌عنوان یکی از آثار ملی ایران به ثبت رسیده است.